# Оридовский, Алексей Герасимович
Алексей Герасимович Оридовский (1760-е — 1812) — священник и поэт. Протоиерей Воскресенского собора города Черкасска.

## Биография
Родился в семье священника из города Купянска. С 1777 учился в Харьковском коллегиуме. В 1788 окончил его и через два года был вызван в столицу Войска Донского, Черкасск, для службы священником в соборе. Покровителем Оридовского был атаман А. И. Иловайский (атаман с 1775 по 1797 год). Ему же, вероятно, принадлежала и идея пригласить в Черкасск грамотного священнослужителя.
В 1790 Оридовский вступил в брак и в том же году был рукоположен. Служа в Черкасском соборе, он был формально «прикреплён» в бюрократических целях к собору города Новохопёрска. Он пытался навести среди подчиненного клира порядок, вступая в конфликты и приобретая недоброжелателей. В первой на Дону гимназии он преподавал философию и словесность. Когда атаман Войска Донского сменился, Оридовский потерял покровителя и на фоне скандалов вокруг его тестя был переведён в Старобельск. Жалоба опального протоиерея в Святейший Синод осталась без последствий.

## Оридовский-поэт
Написал «Кант (похвальная песнь) на получение Войском Донским знамени» (знамя было пожаловано за Итальянский и Швейцарский походы, совершенные в 1799 году).